# Samwel Owikowitsch Aslanjan

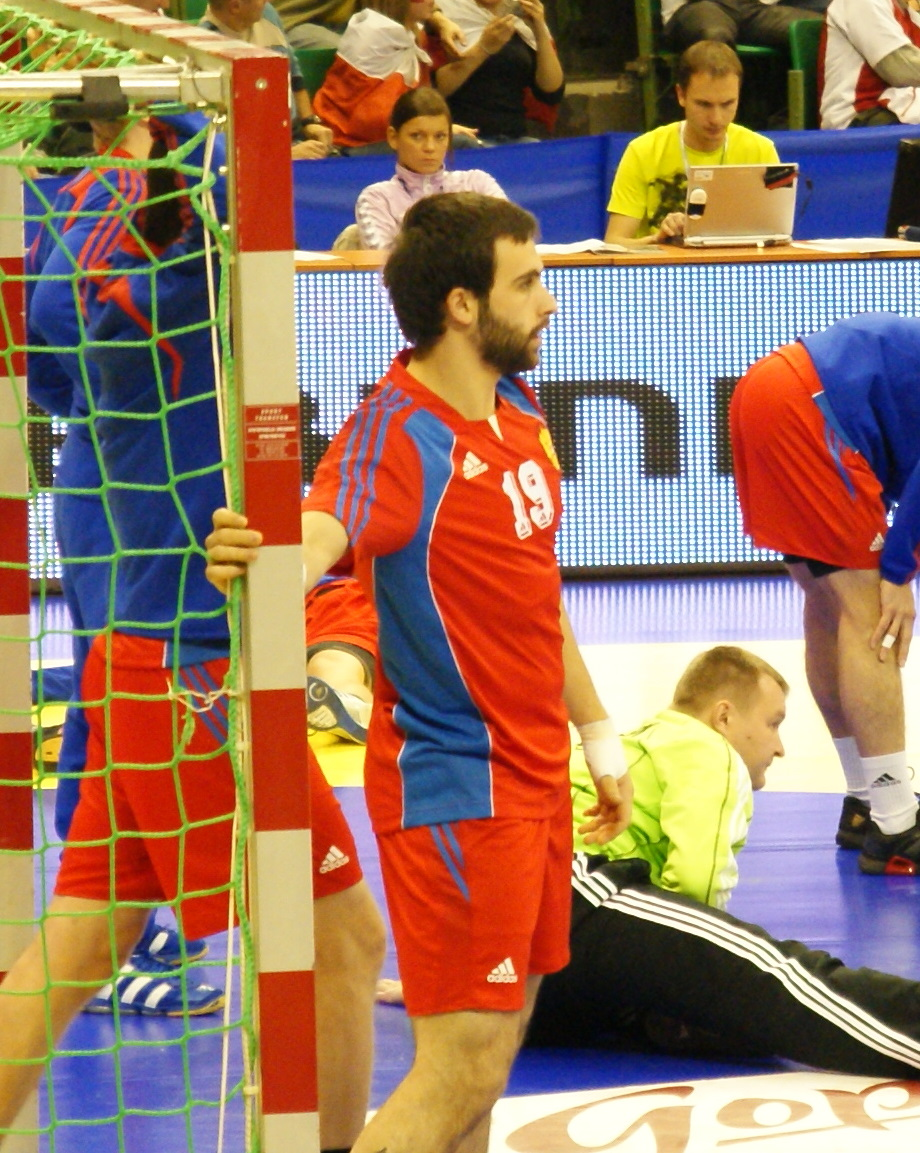
Samwel Aslanjan

Samwel Owikowitsch Aslanjan (russisch Самвел Овикович Асланян; * 23. Februar 1986 in Woronesch, Russische SFSR, Sowjetunion) ist ein russischer Handballspieler.
Aslanjan wurde als Sohn eines Armeniers und einer Russin in Woronesch geboren. Der 1,90 Meter große und 90 Kilogramm schwere rechte Rückraumspieler begann in der Kinder- und Jugendsportschule Woronesch mit dem Handball, spielte ab 2002 bei Energija Woronesch und stand ab 2006 bei Medwedi Tschechow unter Vertrag, ab 2007 in der ersten Mannschaft. Mit Medwedi Tschechow wurde er 2008, 2009, 2010, 2011, 2012 und 2013 russischer Meister sowie 2009, 2010, 2011, 2012 und 2013 Pokalsieger. International spielte er in den Spielzeiten 2007/08 bis 2012/13 in der EHF Champions League und mit Woronesch 2003/04 im EHF Challenge Cup. Nachdem Medwedi im Sommer 2013 in finanzielle Schwierigkeiten geraten war, schloss er sich GK Permskije Medwedi an, mit dem er 2014 den Pokal gewann. Im Januar 2016 schloss sich Aslanjan Sporting Lissabon an. Im Sommer 2016 wechselte er zum rumänischen Verein CSM Bukarest.
Samwel Aslanjan erzielte in 111 Länderspielen für die russische Nationalmannschaft 153 Tore. Er spielte bei den olympischen Spielen 2008 und bei den Europameisterschaften 2010 und 2012.
Aslanjan absolvierte 2008 sein Studium an der Staatlichen Sporthochschule Woronesch. Er ist verheiratet.